# Костанді Киріак Костянтинович
Академік Киріа́к Костянти́нович Коста́нді (рос. дореф. Киріакъ Константиновичъ Костанди, українізоване — Кири́ло Костянти́нович Коста́нді; нар. 21 вересня (3 жовтня) 1852, с. Дофінівка, Одеський повіт, Херсонська губернія, Російська імперія — пом. 31 жовтня 1921, Одеса, Українська СРР, СРСР) — український педагог і художник, громадянин Грецького королівства, Російської імперії та СРСР. Передвижник, писав пейзажі та картини побутового жанру у напрямі реалізму. Дійсний член Імператорської академії мистецтв. Довгі роки працював в Одесі, де викладав у місцевому художньому училищі та був членом-засновником Товариства південноросійських художників, а також головою останнього у період 1892—1919 років. Директор Першої державної картинної галереї в Одесі з 1917 року та до своєї смерті 1921 року. Лауреат великої бронзової медалі та диплома Всесвітньої виставки 1900 року в Парижі.
За роки свого життя Костанді написав сотні картин і етюдів, які зберігаються у таких музеях, як Національний художній музей України, Третьяковська галерея, Одеський національний художній музей, Миколаївський обласний художній музей імені В. В. Верещагіна, Державний Російський музей тощо, а також багатьох приватних колекціях. Його учнями були десятки відомих художників. Зокрема, Заслужені діячі мистецтв РРФСР Ісаак Бродський та Петро Васильєв, відомі живописці Павло Волокидін та Теофіл Фраєрман, баталіст Митрофан Греков, народний художник СРСР Олексій Шовкуненко, а також художники південноросійської школи: Осип Браз, Євген Буковецький, Герасим Головков, Тит Дворников, Петро Нілус тощо.

## Життєпис

### Перші роки
Киріак Костянтинович Костанді народився 21 вересня (3 жовтня) 1852 року (за іншими даними — 3 (16) жовтня 1852 року) в українському селі Дофінівка, що на той час входило до складу Одеського повіту Херсонської губернії Російської імперії в сім'ї емігрантів з Грецького королівства Костянтина Василькеті та Фотини Філіолог. Прізвище Костанді, за деякими джерелами, походить від справжнього ім'я по батькові Киріака — Константініді. Костянтин Василькеті, виходець з островів Санторині, приїхав в Одесу, як і більшість греків-емігрантів Російської імперії, Димитріос Інглезі, Еммануїл Ксантос, Григоріос Маразлі (старший), Ніколаос Скуфас, Атанасіос Цакалоф, через переслідування османською владою. В Дофінівці Василькеті працював вже рибалкою. Киріак був шостою з дев'яти дитиною в сім'ї.
Читати та писати Киріака навчила його сестра Анастасія. Приблизно 1862 року, у 9-ти річному віці залишився без батька. Ще деякий час Киріак жив у Дофінівці, однак, за кілька місяців був вимушений почати працювати. Спочатку Костанді влаштувався в одеській бакалійній крамниці. Після того як власник бакалії переїхав в Аккерман Костанді там же жив кілька місяців, але не витримавши важкої праці на новому місці, попросив свого старшого брата Василя забрати його в Одесу. Повернувшись, Киріак влаштувався у винарню пана Курле, а потім у шинок «Алазань». За спогадами самого Киріака Костанді, працюючи в шинку він малював картини і 1868 року його роботи побачив фотограф Брюллов і запросив його ретушером у власну майстерню.

### Освіта
1870 року Костанді вступив у безкоштовний клас художньої школи Одеського товариства витончених мистецтв (нині — Одеське художнє училище). Зайняття у школі проводилися по неділям з 9-ти до 12-ти годин ранку. У безкоштовних класах діти вивчали малювання орнаментів і фігур, ліплення гіпсових копій моделей і статуй. 1871 року Костанді покинув майстерню Брюллова. У школі на той час викладав аквареліст Емілій Віл'є де Ліль-Адан, живописці Ромуальд Хойнацький, брати Цезар і П'єтро Боні, скульптор Луїджі Іоріні та Ф. Мальман. Костанді добре вчився, постійно представляючи свої роботи на щорічних учнівських виставках. По завершенню навчання, 31 грудня 1873 року (за іншими даними — 1874 року) за надані: п'ять випускних портретів, виконаних маслом, чотири натюрморта та шість малюнків, виконаних олівцем, Киріаку Костанді був удостоєний срібної медалі. Окрім того, його роботи також були відправлені в Імператорську академію мистецтв у Санкт-Петербург.
Не маючи власних коштів для того, щоб поступити у столичний виш, Костанді все ж зміг зібрати гроші. (Не з'ясованою є роль дуже багатою одеської грецької громади, що була керована багатієм і меценатом Теодоросом Родоканакісом). Багато в чому йому допоміг у цьому Іван Айвазовський, з яким Киріак познайомився після того як Айвазовський у листопаді 1874 року приїхав в Одесу до своєї дочки Ольги Латрі. Іван Костянтинович позитивно відізвався про роботи Костанді, які були направлені в Санкт-Петребурзьку академію, а також вплинув на грецького консула І. Ю. Бутчіні, який виділив Костанді матеріальну підтримку для отримання освіти в академії. Окрім того Айвазовський написав листа на ім'я всемогутнього конференц-секретаря Академії мистецтв Петра Федоровича Ісеєва з проханням «звернути увагу на праці… юнака… з одеських греків Кирила Костанді, що має великі здібності». У грудні 1874 року Киріак Костанді вдало здав художній екзамен Імператорської академії мистецтв, однак, не маючи атестату про закінчення середнього навчального закладу він був зачислений вільним слухачем академії. Лише 1877 року, після здачі екзаменів з загальних предметів, Костанді став учнем. Спочатку він був направлений у клас «голів», а 1875 року був переведений у клас натури.
У столичній академії Киріак Костянтинович став учнем Павла Чистякова, хоча за іншими даними Чистяков був не був безпосереднім вчителем Костанді, а був наставником і одним з кількох педагогів, які викладали йому. Серед них також були Іван Крамськой, Архип Куїнджі, Ілля Рєпін та барон Михайло Клодт фон Юрґенсбурґ. У ті часи класичне образотворче мистецтво зазнавало різкої критики зі сторони передвижників, до яких відносилися й молоді викладачі академії, які викладали Костанді. Будучи у меншості, в порівнянні з адміністрацією вишу, вони об'єднувалися у художні кружки, де брав участь Костанді.
Ще бувши вільним слухачем, 1876 року, художник отримав дві малі заохочувальні срібні медалі: за рисунок, та за етюд з натури. 1879 року йому була присуджена велика срібна медаль за рисунок, а 16 травня 1881 року ще одна срібна медаль. Окрім навчання в академії Костанді працював самостійно, давав приватні уроки та малював власні картини. Він часто приходив у Кушелевську галерею, де представлялися роботи французьких живописців Жана-Батіста-Каміля Коро, Нарсіса Діаза де ла Пенья, Шарля-Франсуа Добіньї та Жана-Франсуа Мілле. Копіював роботи Тіціана та Пітера Пауля Рубенса в Ермітажі. Малював портрети на замовлення. 1882 року Киріак Костанді закінчив Санкт-Петербурзьку академію зі званням «класного художника третього ступеня».

### Кар'єра
Наприкінці 1883 року (за іншими даними — 1884 року) Киріак Костанді закінчив свою першу картину «Біля хворого товариша» (рос. У больного товарища). Цю картину він малював з 1882 року. Під час написання картини художнику позували його колеги — Олексій Афанасьєв, Микола Дубовськой і Кузьма Кудрявцев. Рєпін, який побачив картину одним з перших, рекомендував представити її на виставці передвижників. Завдяки чому Костанді у 1884 року дебютував з нею на XII-й пересувній виставці. Вже за кілька років — у 1897 — Киріак Костянтинович став членом Товариства пересувних художніх виставок.
На початку 1885 року Киріак Костянтинович, після десяти років перебування у Санкт-Петербурзі, повернувся до Одеси. З 8 лютого 1885 року Киріак Костянтинович викладав в Одеській маля́рський школі. Під час викладання у школі Костанді у натурному класі намагався надати молодим художникам реалістичне бачення. На відміну від інших маля́рських шкіл імперії, як, наприклад, у Києві та Харкові до 1885 року Одеська маля́рська школа була під впливом консервативного управління. Окрім того, багато викладачів Одеської школи не мали необхідного досвіду викладання під час її відкриття. Приблизно 1885 року школа зазнала значних змін, переважно через вплив столичної академії. Зі школи було звільнено майже усіх викладачів окрім Луїджі Іоріні. 1899 року школа була реорганізована в Одеське художнє училище. Навколо Костанді, як навколо одного з найвизначніших художників училища, об'єдналася група талановитих викладачів. Зокрема: Геннадій Ладиженський, брати Дмитро та Микола Кузнецови, Леонід Пастернак, Опанас Размаріцин тощо. Згодом до них приєдналися колишні випускники.
Костанді під час роботи в школі розробив власну програму навчання. До сьогодні не збереглася методика викладання Костанді, є лише спогади його учнів — Ісаака Бродського, Павла Волокидіна, Петра Нілуса, Амшея Нюренберга, Володимира Синицького, Олександра Стіліануді, Теофіла Фраєрмана, Олексія Шовкуненка тощо. Киріак Костянтинович навчав строгому малюванню форм у просторі, не допускаючи надмірної віртуозності, а також виховував в учнях любов до тіней. Окрім викладання в училищі Киріак Костянтинович викладав образотворче мистецтво в Одеській жіночій гімназії на Успенській вулиці, будинок № 20.
Киріяк Костанді завжди бажав відвідати музеї Західної Європи. Лише на початку 1887 року Костанді зміг поїхати у подорож. В цьому йому допоміг віце-президент Одеського товариства витончених мистецтв Никодим Кондаков, який домігся в академії мистецтв грошей на поїздку для групи художників. Разом з Киріаком поїхали брати Дмитро та Микола Кузнецови. Вони відвідали Францію, Німецьку імперію, Австро-Угорщину, а восени того ж року — Королівство Італія. Під час подорожі Костанді зазнав великий вплив французьких імпресіоністів, у тому числі — пейзажистів і представників Барбізонської школи. Друга поїздка художника за кордон відбулася 1894 року, коли він разом з Євгеном Буковецьким і Петром Нілусом відвідав Париж. Також вони були в Австро-Угорщині та приїхали у Мюнхен, який, на той час став центром образотворчого мистецтва Західної Європи.
11 березня 1890 разом з найталановитішими художниками Одеси Киріак Костанді заснував Товариство південноросійських художників, яке за своєю філософією було близьким до товариства передвижників і зіграло велику роль у розвитку Українського образотворчого мистецтва наприкінці XIX століття — на початку XX століття та стало найбільшою організацією художників терен України тих часів. Безпосередніми членами-засновниками товариства стали: Киріак Костанді, Микола Кузнецов, Геннадій Ладиженський, Опанас Размаріцин і Микола Скадовський. Першим головою товариства став директор малярської школи Андрій Попов. Костанді увійшов до складу правління, але з 1893 року (за іншими даними — з 1890 року, 1892 року чи 1902 року) змінив Попова на посаді голови товариства, працюючи на цій посаді до 1902 року (за іншими даними — з 1919 року, 1920 року чи до своєї смерті 1921 року)
У 1900 взяв участь у Всесвітній виставці в Парижі, де представив картину «Рання весна». За результатами виставки картина грецького художника була відмічена дипломом і великою бронзовою медаллю.
29 жовтня 1907 став дійсним членом Імператорської академії мистецтв. Після виходу Іллі Рєпіна з академії дійсним члена пропонувалося призначити на місце останнього Киріака Костанді. Однак, через страх знищення одеської художньої школи в зв'язку з від'їздом до Санкт-Петербурга його кандидатура була відхилена. Посаду професора-керівника майстерні Рєпіна зайняв Дмитро Кардовський.

### Останні роки
Під час Першої російської революції 5 березня 1905 року усіх студентів художнього училища було виключено. Революційні зміни в училищі продовжувалися до кінця жовтня того ж року. Матеріали, які б характеризували відношення Костанді до революції відсутні, однак, за протоколами засідань ради училища, Киріак Костянтинович висловлював свою підтримку реформам навчального закладу та голосував за повторний вступ на навчання студентів, навіть тих, хто був революційним агітатором. Окрім того, з ініціативи голови Товариства південноросійських художників 27 жовтня 1905 року товариством було прийнято рішення виділити кошти жертвам погромів і сім'ям студентів, які загинули під час революції. Киріак Костанді був одним із засновників сатиричного журналу «Дзвін». У першому номері було проілюстровано картину художника Мстислава Фармаковського «Вставай, піднімайся, робочий народ», а також вірші Олександра Федорова. У 1910-х роках Костанді менше часу малював картини і більше приділяв громадській та викладацькій діяльності. Окрім того, через брак грошей йому приходилося давати приватні уроки.

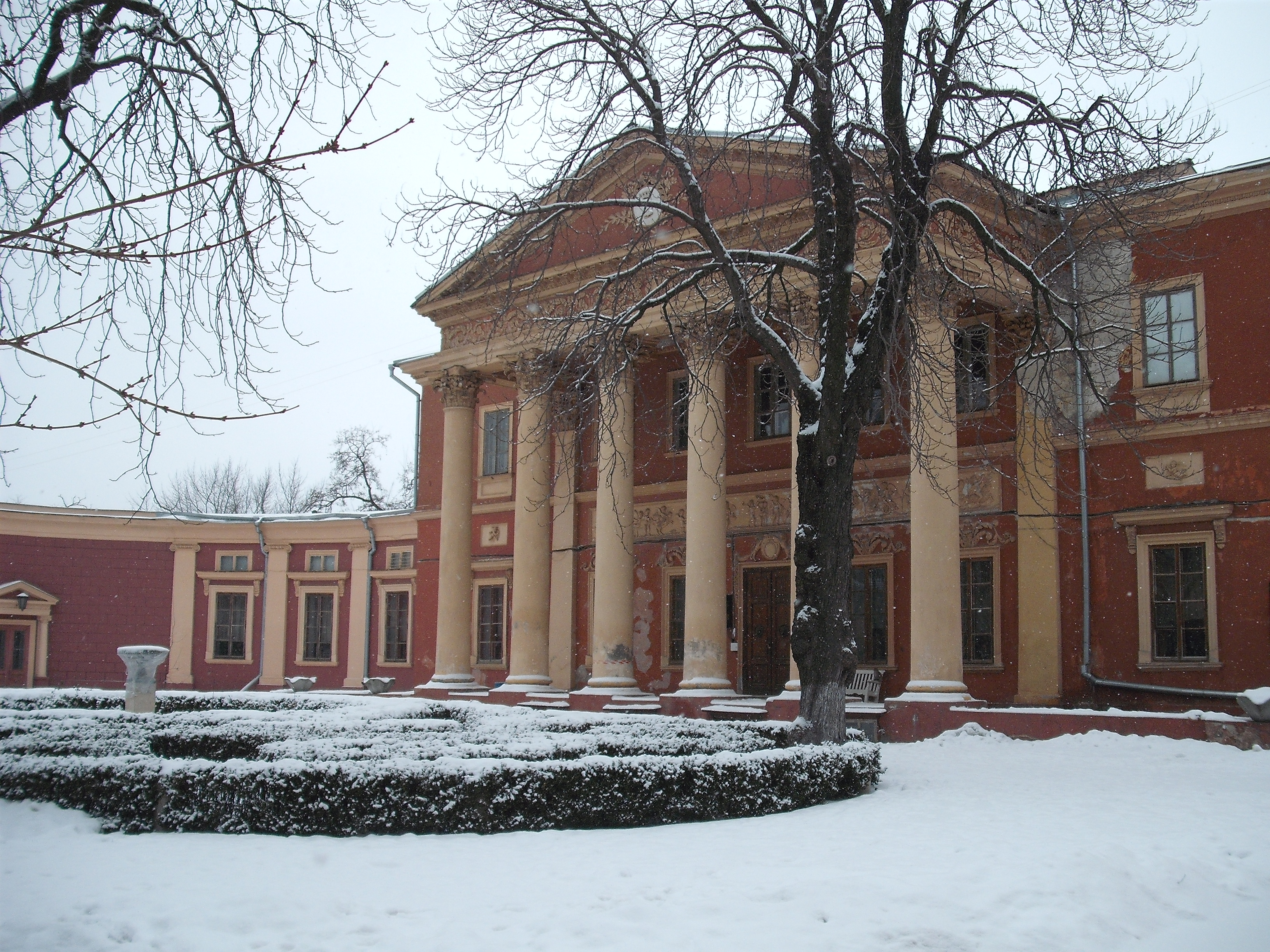
Будівля Першої державної картинної галереї, директором якої він був у 1917—1921 роках

У травні 1916 року трагічно помер директор Міського музею витончених мистецтв (нині — Одеський національний художній музей) Володимир Куровський. Товариство витончених мистецтв у свою чергу запропонувало Одеській міській думі призначити на вакантну посаду Костанді. Однак, міська влада призначила директором викладача чистописання та малювання Рішельєвської гімназії Володимира Курочкіна. Це спричинило скандал у місті та конфлікт між Одеською міською думою з одного боку та Товариством витончених мистецтв і Товариством південноросійських художників з іншого. Газета «Одесские новости» з цього приводу писала, що громадськість, зокрема інтелігенти, підтримували Киріака Костянтиновича. 32 члени Товариства південноросійських художників опублікували лист, у якому висловили своє обурення призначенням думи, яка обрала вчителя місцевої школи, не звернувши уваги на академіка. Конфлікт продовжився, коли це ж товариство зажадало забрати усі картини своїх художників і створити власний музей, позаяк міська дума володіла лише 7-ма картинами з усієї колекції, що налічувала близько 200 витворів мистецтва. Переважно через останній аргумент спільноти міська дума змінила рішення. Наприкінці 1916 року (за іншими даними — 1917 року) Костанді став директором музею (який на той час мав назву Першої державної картинної галереї). На цій посаді був до самої смерті. Вже після смерті Костанді посаду директора зайняв його син — Михайло.

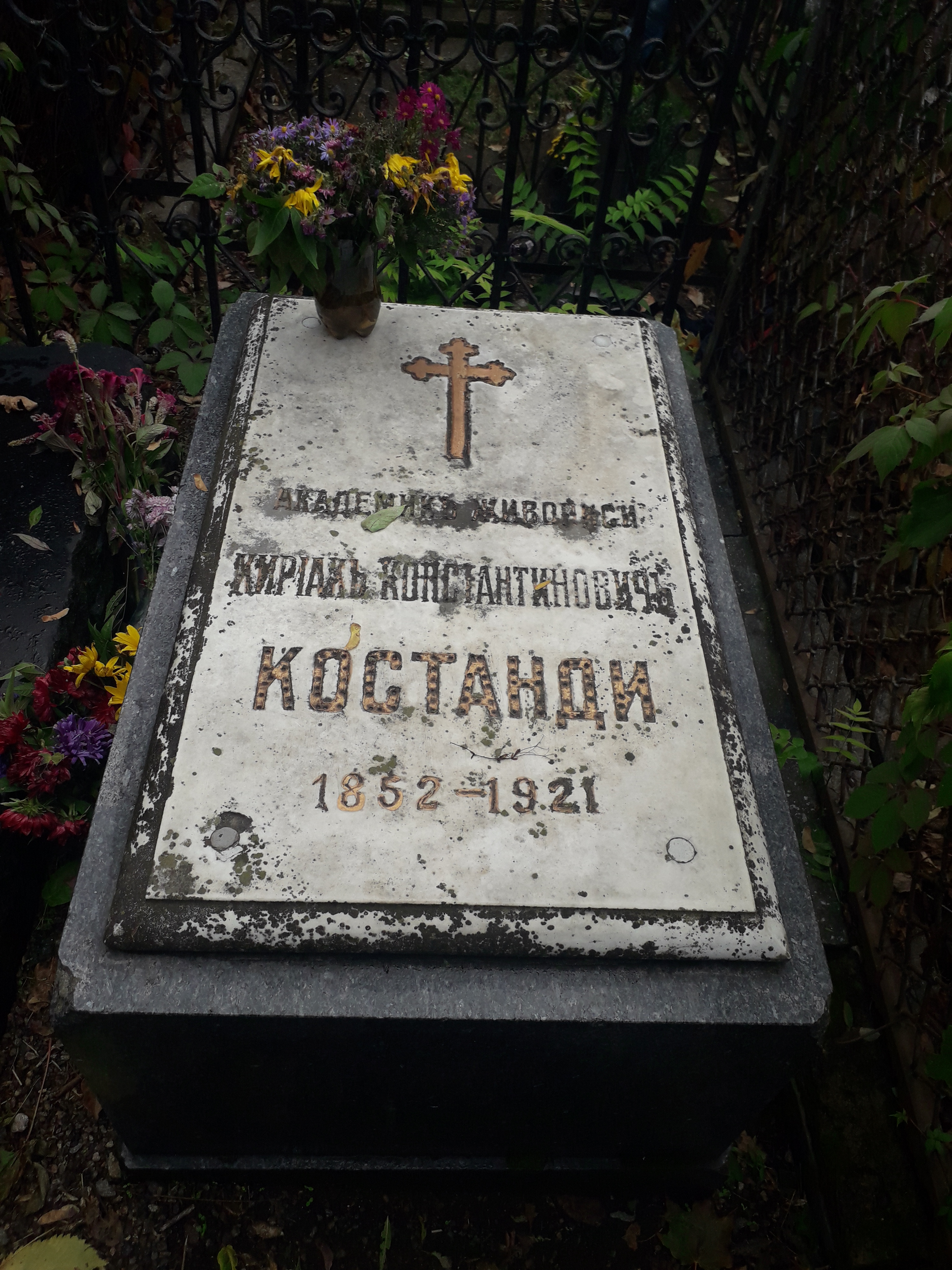
Могила Костанді, Другий Християнський цвинтар

Після встановлення влади комуністів Киріак Костанді працював експертом з класифікації витворів мистецтва в комісії з охорони пам'яток старовини при губернському виконавчому комітеті, брав участь в реорганізації художнього училища та Міського музею витончених мистецтв в Першу державну картинну галерею.
Після важкої хвороби у першій половині 1920 року, нехтуючи порадами лікарів, Костанді восени повернувся до роботи в училище. Одеса через кількарічну війну переживала важкі часи. В місті не вистачало їжі та опалення. Будівля училища також не опалювалася. За спогадами тогочасних студентів, на уроки вони приносили з собою ручні пічки. Це також вплинуло на слабке здоров'я Киріака Костянтиновича. Восени наступного, 1921 року він знову важко захворів, а 31 жовтня 1921 року помер в Одесі.
Художника було поховано на Першому Християнському цвинтарі Одеси. 20 травня 1935 року у зв'язку зі знесенням цвинтаря художника було перепоховано на Другому Християнському цвинтарі Одеси.

## Творчість

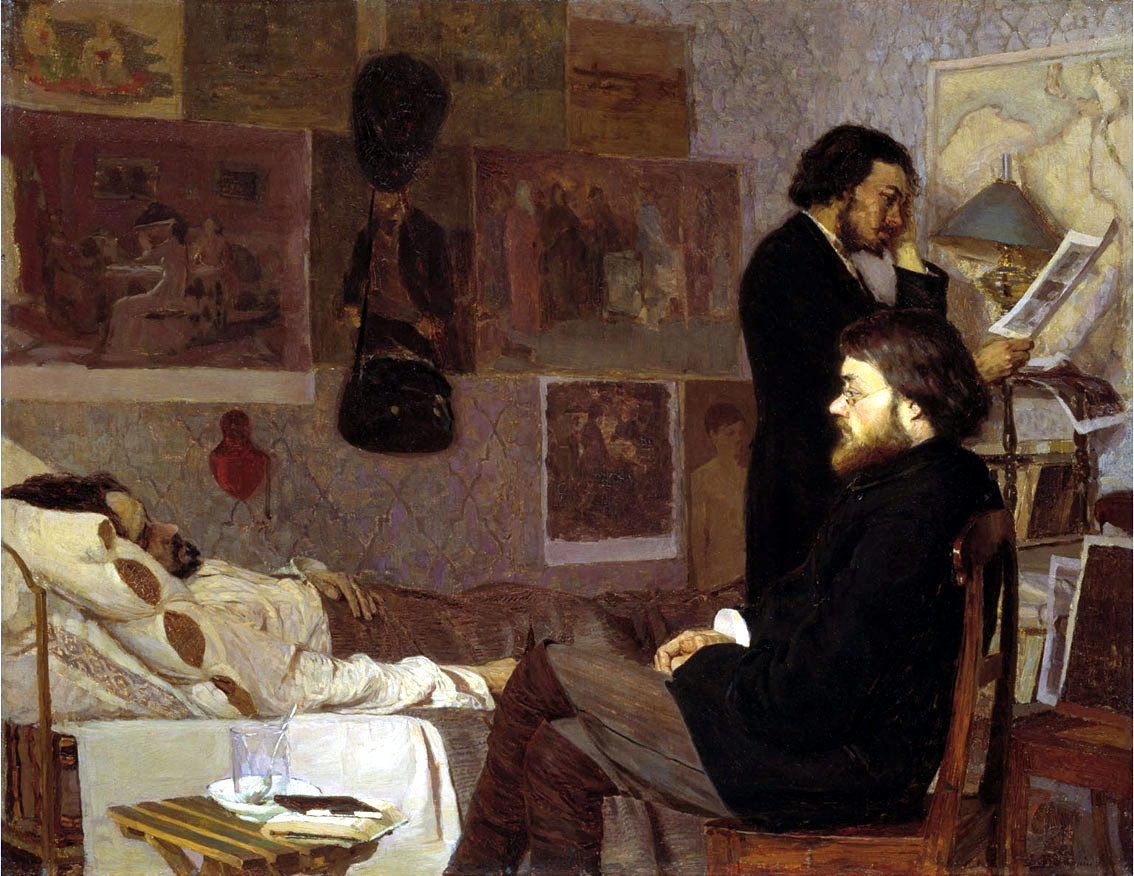
«Біля хворого товариша», 1883, експозиція Третьяковської галереї

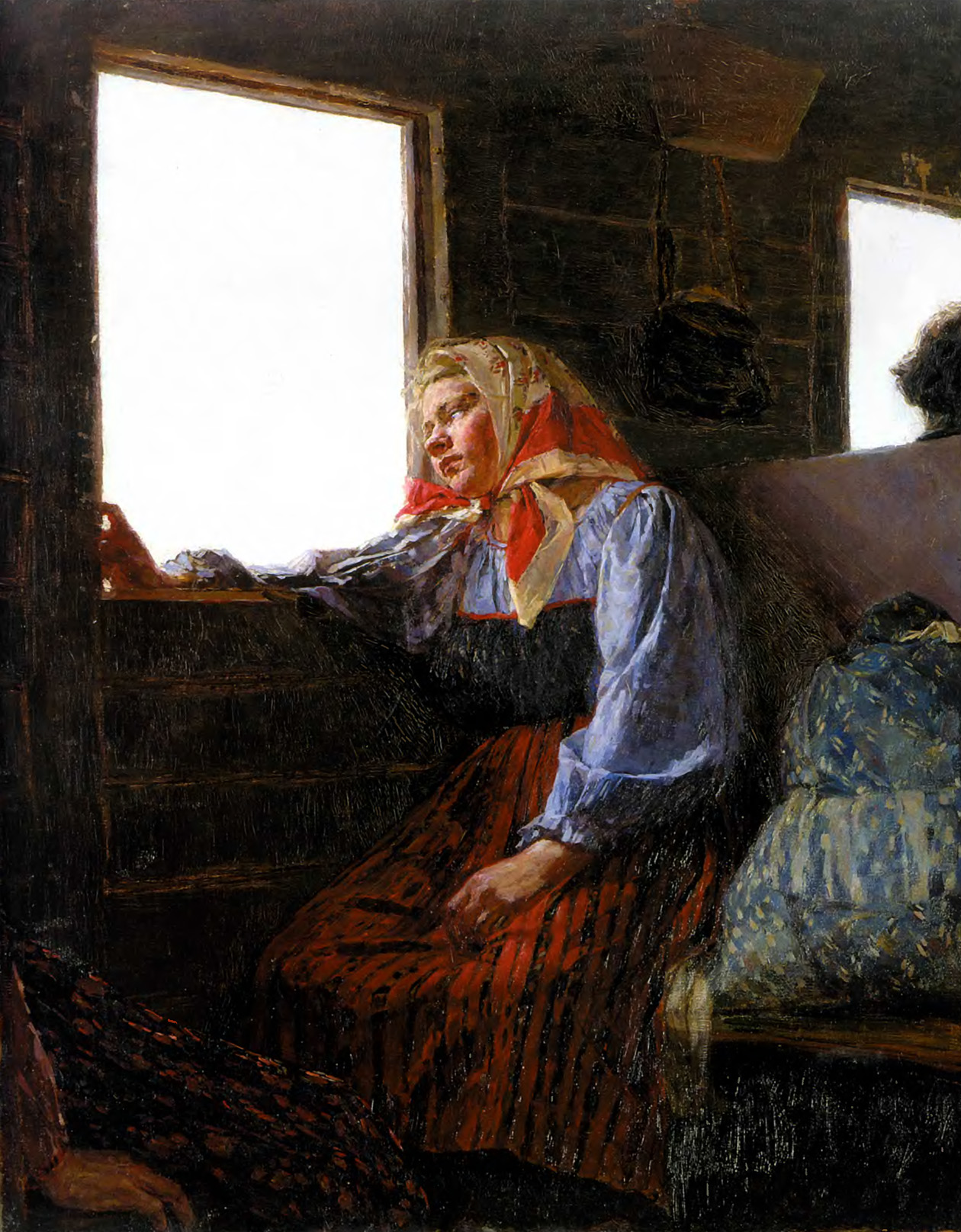
«В люди», 1885, експозиція Національного художнього музею України

### Становлення творчості. Росія
Ще під час навчання у Художній школі Одеського товариства витончених мистецтв та Імператорська академія мистецтв Киріак Костянтинович Костанді багато малював. Так, завдяки своїм роботам, Костанді отримав декілька навчальних медалей і цих навчальних закладах. У період 1882—1883 років (за іншими даними 1884 року) Костанді написав свою першу повноцінну професійну картину побутового жанру «Біля хворого товариша» (рос. У больного товарища). За свідченнями професора академії мистецтв Никодима Кондакова писати картину грек почав ще під час навчання в академії. Картина була присвячена його другу Кузьма Кудрявцев, який помер невдовзі після завершення академії 1885 року. При роботі йому окрім, вже тоді хворого Кудрявцева позували його друзі Олексій Афанасьєв (сидить біля ліжка хворого) і Микола Дубовськой (стоїть справа). Одним з першим, хто побачив картину був Ілля Рєпін. Він рекомендував представити картину на одній з виставок передвижників. 1884 року Киріак Костянтинович дебютував з нею на XII-й пересувній виставці. По завершенню виставки художник отримав позитивні відгуки критиків. Зокрема, журнал «Всемирная иллюстрация» оцінив картину, як найбільш «живу» на виставці, художній критик Володимир Стасов присвятив роботі Костанді у статті «Наши художественные дела» також позитивний відгук.
Під час навчання художник також неодноразово під час літніх канікул виїжджав у провінцію імперії. Так влітку 1881 зі своїми найближчими друзями, які вчилися разом з ним в академії, Олексієм Афанасьєвим, Миколою Дубовським і Кузьмою Кудрявцевим, поїхали у село Бутирки Орловської губернії. Там митці написали по кілька етюдів. Влітку 1883 і 1884 років Киріак Костанді відвідав Псковську та Новгородську губернії, де також написав кілька етюдів. Етюди «Дівчина, освітлена сонцем» і «Полянка» були згодом використані при написанні картин «Побачення. Північний мотив» і «Страсний четвер (На Півночі)» (написав картину з весни до кінця 1889 року), деякі етюди можна назвати самостійними повноцінними картинами. Зокрема, пейзажі «Снопи», «Біля річки. Північ», «Перед грозою (Баба у возі)». До того ж періоду відноситься портрет Кудрявцева. Вона за стилем подібна до творчості Миколи Ґе та Івана Крамського.
Велике значення для розвитку творчого світогляду Костаніді мала його закордонна подорож, здійснена 1887 року разом із братами Кузнєцовими. Вони побували у Франції, батьківщини шанованого Киріаком Костаніді імпресіонізму, Німеччині, Італії. Знайомство з творами великих майстрів минулого і сучасними художніми напрямами дуже вплинуло на подальшу творчість Костаніді. Як зазначає Ігор Шаров, після повернення на батьківщину Костаніді виконує один із найвідоміших своїх творів «Гуси» (1888). Цей твір було експоновано на 17-їй пересувній виставці. Для неї характерним є поєднання підкресленої фрагментарності композиції з чіткою ясністю задуму митця, що надає творові відчуття етюдної безпосередності. Починаючи з цієї роботи Костаніді надає своїм творам вишуканої колористичної гами.
У 1885 представив на черговій XIII-й пересувній виставці дві нові картини «Свято. Прощання» і «В люди». Картина «Прощання» була представлена під назвою «Свято», що не відповідало сюжету. Останній раз ця картина була представлена 1890 року на 1-й виставці Товариства південноросійських художників. До 1917 року вона належала одеському підприємцю та меценату Артуру Анатра, який після Жовтневого перевороту емігрував в Італію та, імовірно, забрав картину з собою. Особливий успіх на виставці отримала друга картина побутового жанру «В люди», написана 1885 року. Вона була виконана у напрямі реалізму, як і деякі більш ранні його роботи та вважається першою, де художник звернувся до теми «народного життя». Окрім того, вважається, що ця картина була лише першою спробою подолання кольорових традицій академії.

### XIX століття

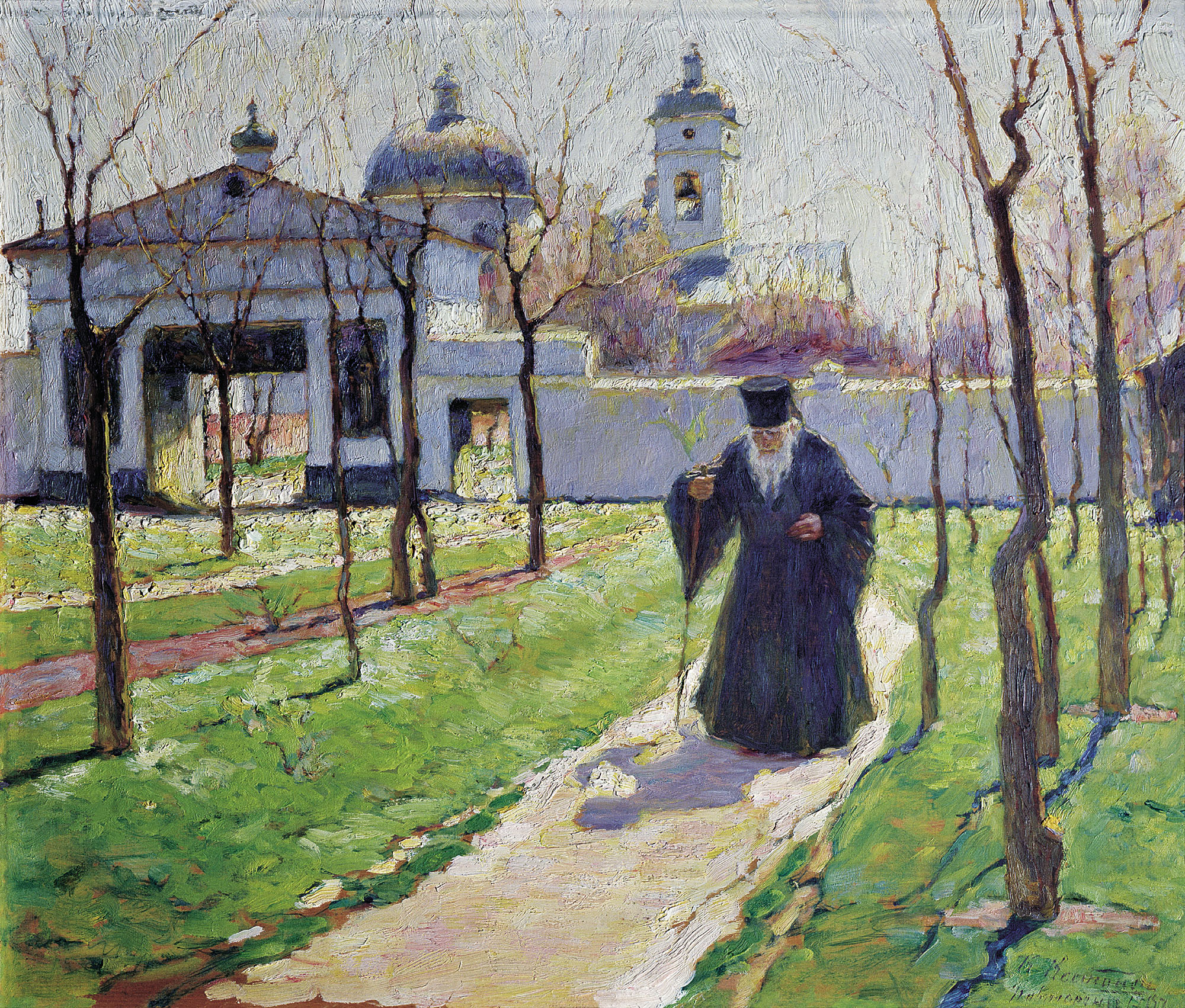
«Рання весна», 1892, Національний художній музей України

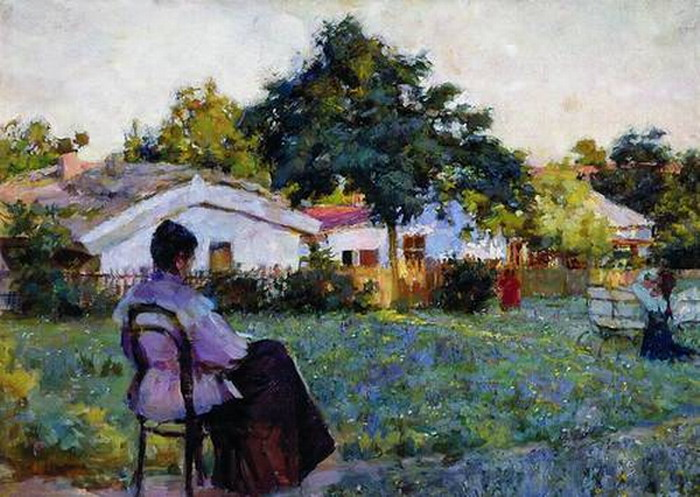
«На дачі (Полудень)», 1892

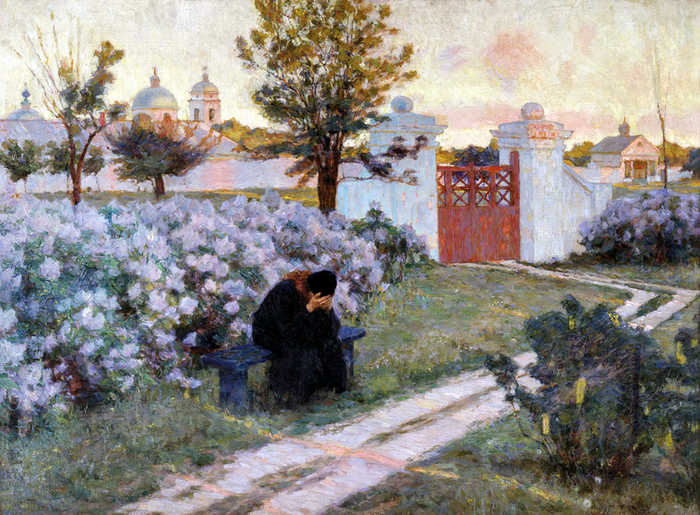
«Квітучий бузок», 1902, Одеський національний художній музей

У 1889, після трирічної перерви, на XVII-й пересувній виставці були представлені нові роботи Костанді: «Гуси» та «Хвора на дачі» (рос. Больная на даче). Перша картина була пейзажем, друга ж мала жанрову сцену. Картину «Гуси» Костанді почав писати після приїзду з поїздки Західною Європою у садибі Миколи Кузнецова поблизу села Казбінцево в Херсонській губернії влітку 1887 року та завершив її писати 1888 року. Друга картина представлена виставці, «Хвора на дачі», була завершена навесні 1888 року (за іншими даними — 1889 року). Вважається, що причиною написання картини стала хвороба його старшої сестри — Анастасії. Згідно олівцевим варіантам спочатку картина планувалася в інтер'єрі подібно до картини Василя Полєнова «Хвора» 1886 року. Однак, по завершенні картина була написана на пленері на дачі у місцевості Великий Фонтан. Працюючи викладачем малювальної школи Костанді писав пейзажі місцевостей Одеси, в яких намагався змінити традиційне представлення світла. Результатом цієї роботи стали картини «Рання весна» 1892 року та «Тихий вечір» 1896 року. Публіці їх було представлено 1896 року на чергових виставках предвижників і південноросійських.
Влітку 1889, через якийсь час після одруження, вони разом відвідали Київ, де відвідали Віктора Васнецова, який на той час працював над розписом Володимирського собору, а потім — поїхали у Вінницю. У період подорожі Костанді написав картини «Вечір на річці», «Надвечір'я» (остання за іншими даними написана 1887 року або 1897 року) та «Первінець». Останню картину, написану в 1891, Костанді представив у 1893 на XXI-й пересувній виставці. Ще до представлення картини на виставці Киріак Костянтинович намагався її переписати, однак це в нього не вийшло, через що малюнок отримав негативні відгуки художніх критиків. Причиною цієї події стала погана передача емоцій людей, зображених на картині, через що художник був вимушений в подальшому більше уваги приділяти природі, як художник-пейзажист. Однак, часто в його картинах продовжували з'являтися персонажі. До таких картин відноситься робота «Старенькі» 1891 року, яка була представлена вже на XXIII-й пересувній виставці.
Наступного, 1892 року, Костанді написав кілька картин: «3а ягодами», «Мандрівний музикант», «Рибалка», «На дачі (Полудень)». Перші дві роботи були представлені того ж року на XX-й пересувній виставці, однак, до нашого часу вони не збереглися. Картина «На дачі (Полудень)» 1894 року була представлена не V-й виставці Товариства південноросійських художників в Одесі. На цій виставці був присутній Ілля Рєпін, який в інтерв'ю журналістам газети «Одеський листок» високо оцінив «На дачі» Костанді. Картина була написана на дачі на Великому Фонтані. Однією з найвідоміших витворів 1890-х років є картина «Пізні сутінки. Серпневий день (Баба з коровою)», яку Киріак Костянтинович писав шість років і завершив її не пізніше літа 1893 року. Він її замислив написати ще під час роботи в маєтку Кузнецова 1887 року. У той час він написав кілька начерків, а у період 1889—1991 років він написав кілька етюдів: «Старенька» (не був завершений), «Поле», «Вечір», «Копни», «Ізба у дороги» тощо. У жовтні 1893 року картина була представлена IV-й на виставці південноросійських художників разом із картиною «Старенька с кувшином», а 1894 року — на XXII-й виставці передвижників. Друга картина об'єднала в собі етюди «Мальви», «Копни», «Старенька». Останньою картиною XIX століття, яку написав Костанді 1899 року «Літо (На терасі)».

### XX століття
З початку XX століття Киріак Костанді змінив відношення у своїх до кольору. У цей період своєї творчості кольори у картинах змінилися до більш гармонічної та світлої палітри. Після двох років роботи 1902 року він завершив картину «Бузок» (рос. Цветущая сирень), яка є прикладом яскравих кольорів творчості Костанді на початку XX століття.

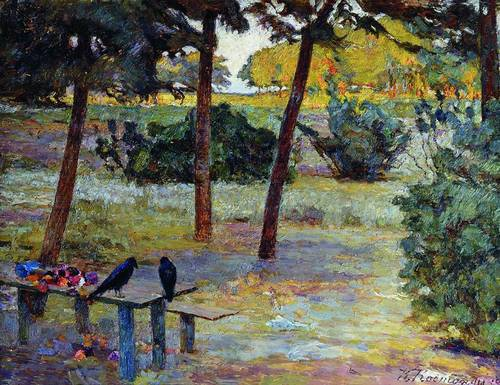
«Галки. Осінь», 1915 рік, експозиція Одеського національного художнього музею

У 1903—1904 роках художником було зроблено повторення кількох своїх картин XIX століття «Пізні сутінки», «Страсний четвер (На Півночі)», а згодом 1905 року на XVI-й виставці південноросійських художників була представлена картина «Гуси», яка стала варіацією картини «Дівчинка з гусями» 1888 року. 1908 року на XIX-й південноросійській і XXXV-й пересувній виставках були представлені картини «Світла хмаринка» та «Синя хмаринка», які були написані, відповідно, у — 1906 та 1907 роках (за іншими даними остання — 1908 року).
Останні десять років своєї творчої активність Костанді знизилася. Серед найвідоміших творів 1910-х років можна відзначити такі картини, як: «Вечір» (1912 рік), «Хмарний вечір» (1914 рік), «Галки. Осінь» (1915 рік). Ці картини позитивно вплинули на розвиток реалізму в українському образотворчому мистецтві 1910-х років. 1915 року Костанді представив картини «До осені» та «Галки» на XXV-й пересувній виставці. Після Жовтневого перевороту, коли в Одесі часто змінювалася влада та люди помирали сотнями Костанді майже перестав писати картини. У 1919 році художник завершив картину «Вечір. Скрипаль», яку писав за ескізом 1915 року. Навесні 1920 року академік важко захворів, через що йому довелося призупинити свою роботу в музеї, училищі та майстерні, де він писав картини. Продовжив роботу грецький художник лише влітку 1920 року, коли завершив пейзажні етюди «Світанок», «Висхідний місяць», «Перед дощем», «Квітуча малина», «На дачі».

### Оцінка творчої діяльності

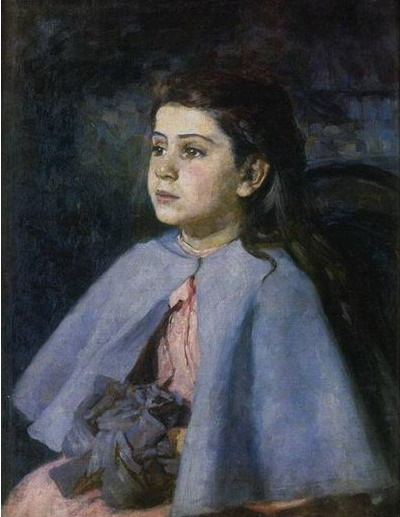
«Дівчина в синій пелеринці», 1888, Одеський національний художній музей

Умовно творчість Киріака Костянтиновича поділяються на кілька періодів: становлення, друга половина 1880-х років,, 1890-х роки. Період становлення Костанді, як художника, продовжувався з моменту випуску з академії і до середини 1880-х років. У ці роки він працював на території Росії і написав серію етюдів російської півночі. У другий період з, приблизно, 1885 року Костанді тільки приїхав в Одесу, де почав писати свої пейзажі, пробуючи писати картини в побутовому жанрі. У 1890-х роках Костанді написав багато художніх робіт, які представляв на виставках Товариства південноросійських художників, пересувних виставках, а також 1900 року представив свої роботи на Всесвітній виставці. На думку деяких художніх критиків під час становлення, на Костанді, як на художника насамперед вплинули роботи Івана Крамського, Ісаака Левітана, Василя Полєнова, Іллі Рєпіна, а також його вчителі в художній школі та академії — Луїджі Іоріні, Архип Куїнджі, Павло Чистяков і Крамськой з Рєпіним. На деякі картини Костанді у свою чергу вплинули роботи художників Барбізонської школи, але на більшу частину творчості вплинула школа передвижників.
Окреме значення серед картин Костанді мають портрети. Часто, через необхідність заробітку, Костанді доводилося писати портрети на замовлення. До кінця 1880-х років відносяться портрети: «Портрет матері художника», «Дівчина в синій пелеринці», «Портрет П. К. Буковецької», перший «Портрет Єфросинії Князевої». «Портрет П. К. Буковецької» Киріак Костянтинович не завершив, а картина «Дівчина в синій пелеринці» стала єдиним портретом дитини. «Портрет Єфросинії Князевої» написав зі своєї дружини Єфросинії Кузьмівни. 1899 року на XXIX-й пересувній виставці Киріак Костанді «Портрет Марії Князевої», який він написав 1897 року (за іншими даними — 1898 року). Окрім оригінального портрету у весь ріст він також написав два погрудних портрети, які зберігаються в Одеському художньому музеї.
Енциклопедія українознавства характеризує творчість Киріака Костанді в області академізму з нахилом у реалізм, хоч інші художні критики та джерела характеризують Костанді, як художника реаліста. При цьому Костанді продовжив писати картини в жанрі реалізму на початку XX століття. Навіть після того, як велика кількість колишніх художників-реалістів, членів Товариства південноросійських художників, зазнали впливу розвитку імпресіонізму. У 1910-х роках Киріак Костанді протистояв спілці художників «Товариство незалежних», які послідовно критикували реалізм та закликали відходити від цього жанру. Так сталося, зокрема, з Петром Ніусом. Однак Костанді, продовжував малювати картини в жанрі реалізму.
Серед сучасників Киріака Костанді одним з найбільших поціновувачів його творчості вважається Ілля Рєпін.

## Нагороди та почесні звання
- Лауреат срібної медалі Художньої школи Одеського товариства витончених мистецтв (31 грудня 1873 року);[5]
- Лауреат двох малих заохочувальних срібних медалей Імператорської академії мистецтв (1876 рік);
- Лауреат двох срібних медалей вищого стану Імператорської академії мистецтв (1879 рік і 16 травня 1881 року);[14]
- Лауреат великої бронзової медалі та диплома Всесвітньої виставки (1900);[30]
- Дійсний член Імператорської академії мистецтв (1907 рік).[3][16][7]

## Родина та особисте життя
- Костянтин Василькеті (нар. ? — пом. 1862) — батько Киріака Костанді, виходець з островів Санторині;
- Фотина Філіолог — мати Киріака Костанді;[10]
- Єфросинія Кузьмівна Князева — дружина Киріака Костанді.

За спогадами дружини Киріака Костанді, Єфросинії Кузьмівни Князевої, його батько Костянтин Василькеті під час переїзду з островів Санторині у Чорному морі був захоплений піратами та був висажений на обнову з островів Північного Причорномор'я, звідки перебрався до села Аджелик (нині — Іванове), а звідти у Дофінівку. У Дофінівці Костянтин Василькеті одружився з дочкою грецького рибака з Великого Фонтану Фотині Філіолог. Киріака був шостою дитиною у сім'ї. Його старша сестра, Анастасія, навчила Киріака читати та писати. Костянтин Василькеті помер, коли Киріаку було дев'ять років, залишивши дружину з дев'ятьми дітьми.
Дружиною Киріака була Єфросинія Кузьмівна Князева.

## Вшанування пам'яті
Після смерті Киріака Костанді його друзі-художники неодноразово влаштовували виставки робіт пейзажиста. Зокрема, після його смерті проводилися виставки в Одесі у 1924, 1941, 1952, 1996, 2002 роках, а також у Києві у 1941 та 1977 роках.
З 1922 року в Одесі функціонувало Товариство художників імені Киріака Костанді, яке організували учні та друзі покійного художника Ісаак Бродський, Павло Волокидін, Митрофан Греков, Олексій Шовкуненко. Вони об'єднали художників традиціоналістської і помірно-модерністської орієнтації. Це товариство проіснувало до 1927 року.
У книзі Костянтин Паустовського «Время больших ожиданий», яка входить до складу серії Паустовського «Повесть о жизни» є глава «Уявна смерть художника Костанді» (рос. Мнимая смерть художника Костанди). Письменник розповідає, як він під час перебування його секретарем газети «Моряк» одного разу рано вранці зустрів старого — «короля репортерів», що перебуває в невтішному горі. Плачучи, той повідомив сумну звістку про смерть художника Костанді. Паустовському запропонували написати некролог. У друкарні Паустовського зустрів розлючений випусковий редактор, який влаштував скандал. Справа в тому, що дорозі в друкарню останньому зустрівся сам Костанді. Він його проводив, встигнувши поговорити про майбутню виставку картин. На ранок некролог, викинутий з номера редакцією «Моряка», виявився в газеті «Одеські вісті». Згодом газета просила вибачення у художника. Коли автор сенсації з'явився в редакції, то спокійно повідомив, що вийшла маленька помилка: помер не художник Костанді, а чистильник чобіт Костанді, який проживав в тому ж будинку.
Іменем Костанді названі вулиця та два (за іншими даними — три) провулки в Одесі.